# Fiddler’s Green
Fiddler’s Green ist eine 1990 gegründete deutsche Folk-Rock-Band aus Erlangen.

## Geschichte
Aus der Independent-Band X-Rated und dem Duo Willi und Albi (Gitarrenfolk nordamerikanischer Prägung) entstand Anfang 1990 mit Ralf Albers, Peter Pathos und Rainer Schulz die Gruppe Irish Duo, welche mit drei weiteren Mitgliedern schon bald den Namen Fiddler’s Green erhielt und beim Erlanger Newcomer-Festival im November 1990 auf Anhieb den zweiten Platz belegte. Darauf entstand im August 1992 das erste Album Fiddler’s Green.
2001 wechselte der Schlagzeuger Wolfram Kellner zu der ebenfalls aus Erlangen stammenden Band J.B.O., bei der er bis heute aktiv ist.
Im Sommer 2004 fand auf Burg Hoheneck das 1000. Konzert der Band statt, welches auf zwei DVDs und einer Live-CD festgehalten wurde.

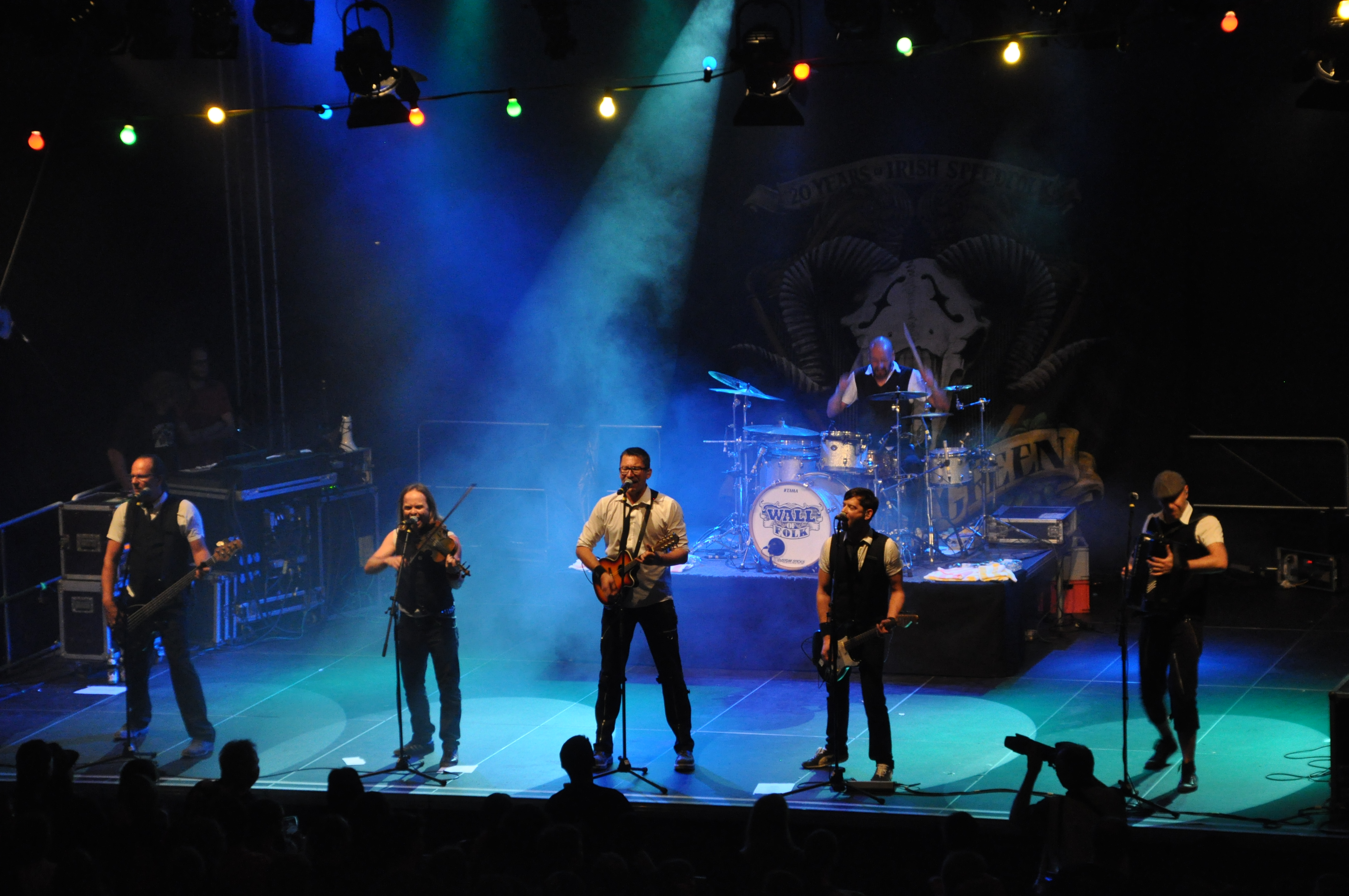
Fiddler’s Green am 20. Juli 2013 beim Festival „Folk am Neckar“ in Mosbach-Neckarelz
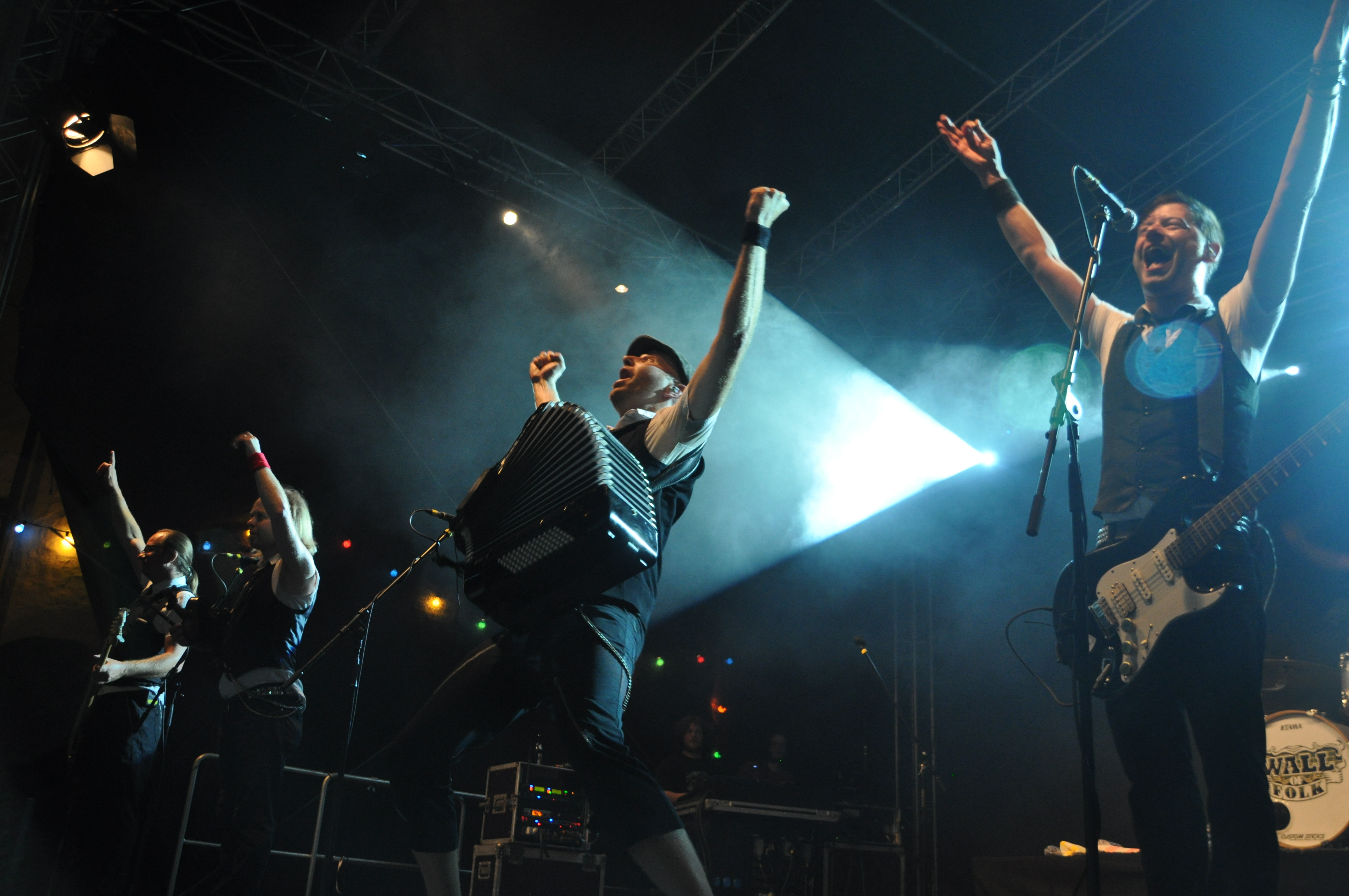
Fiddler’s Green am 20. Juli 2013 beim Festival „Folk am Neckar“ in Mosbach-Neckarelz
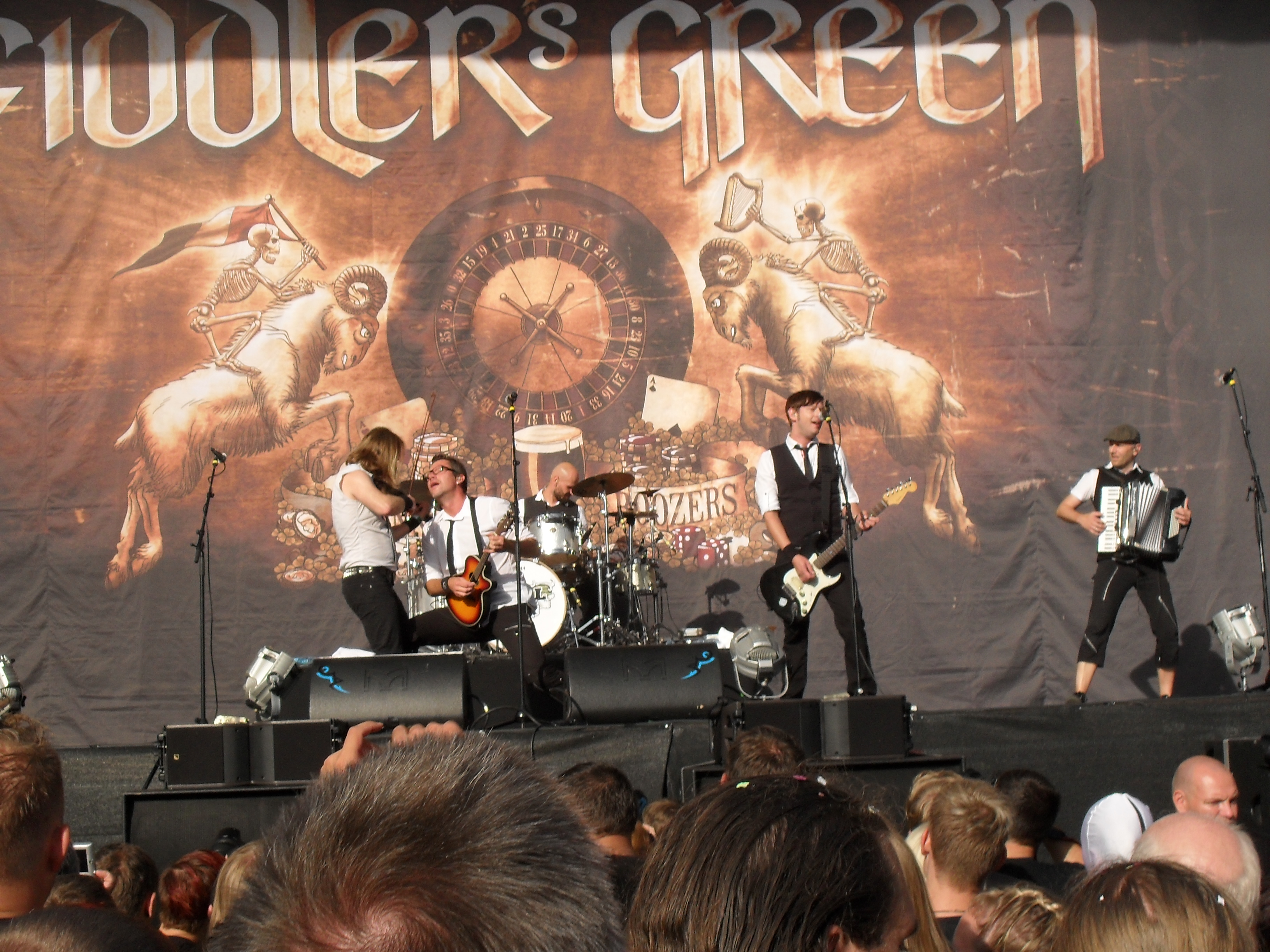
Fiddler´s Green am 31. August 2013 im Tanzbrunnen Köln
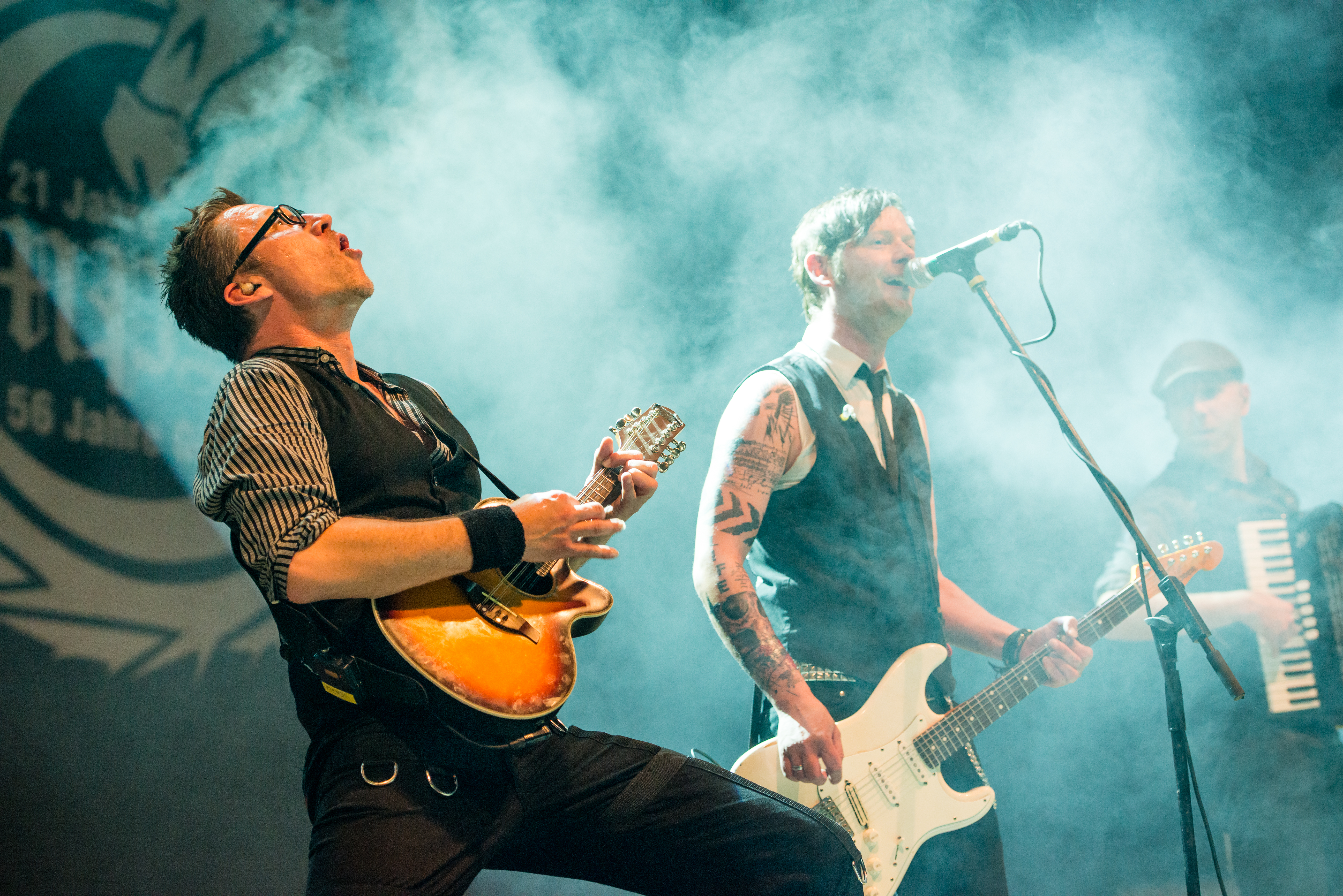
Fiddler’s Green am 5. April 2014 beim „Mittelalterlich Phantasie Spectaculum“ in Dortmund
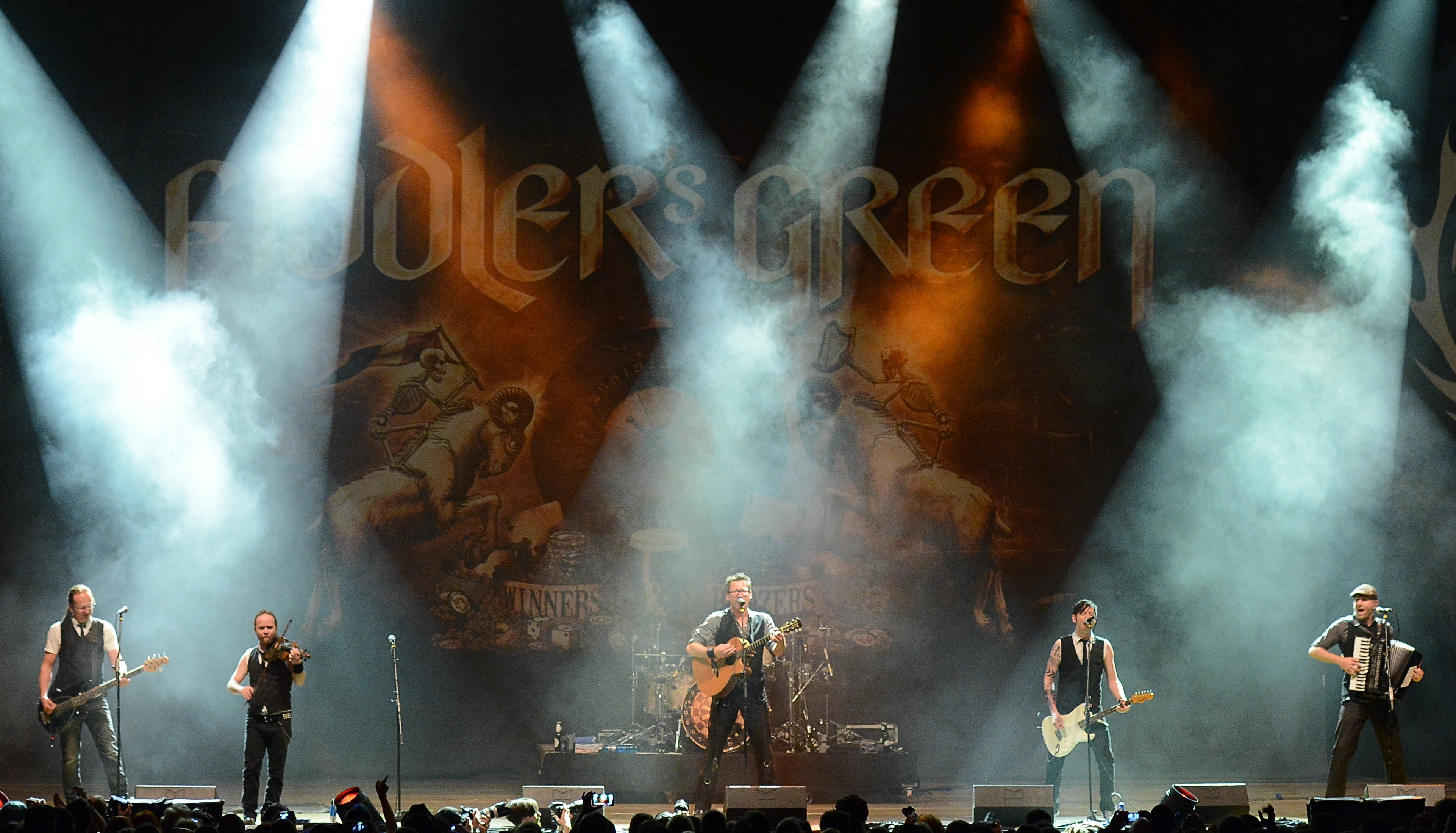

Am 30. April 2006 spielte Peter Pathos sein letztes Konzert mit Fiddler’s Green. Er verließ die Band, um als Peter Kafka andere musikalische Projekte zu verwirklichen. Sein Nachfolger Patrick Pat Prziwara wurde am 17. Mai 2006 beim Konzert in den Kammerspielen in Ansbach vorgestellt. Im Januar 2007 erschien das Album Drive Me Mad. Nach anderthalb Jahren Tournee nahm die Band im Sommer 2008 ein weiteres Album auf, das im Januar 2009 unter dem Titel Sports Day at Killaloe erschien, woraufhin wieder etwa anderthalb Jahre Tour folgten. Zur Tour gehörten Auftritte bei namhaften Metal-Festivals.
Zum 20-jährigen Bestehen der Band wurden am 18. und 19. März 2010 zwei Jubiläumskonzerte im Erlanger E-Werk veranstaltet, bei dem die Band unter anderem als ihre eigene Vorband auftrat und ein Akustik-Set spielte. Beide Konzerte wurden aufgezeichnet und eine Zusammenfassung auf der Live-CD und DVD Folk’s Not Dead veröffentlicht. 2011 spielte Fiddler’s Green mehrere Support-Gigs für In Extremo. Im selben Jahr erschien das Studioalbum Wall of Folk, das Platz 24 in den deutschen Albumcharts erreicht. Mit dem 2013 erschienenen Studioalbum Winners and Boozers erreichte die Band Platz 7 der deutschen Albumcharts und hielt sich damit fünf Wochen in den Top 100. Die anschließende Tour durch Deutschland, Österreich, die Niederlande und die Schweiz war die erfolgreichste der bisherigen Bandgeschichte. Unter anderem trat die Band am Kölner Tanzbrunnen beim Jubiläumsfestival der Band Schandmaul vor 12.000 Zuschauern auf.
2015 erschien zum 25-jährigen Bestehen der Band die Kompilation 25 Blarney Roses, das Platz 30 der deutschen Charts erreichte. Bei der anschließenden 25 Blarney Roses – die Jubiläumstour traten Special Guests wie Eric Fish auf; im Oktober 2015 erschien als Mitschnitt des Konzerts in Köln die CD/DVD 25 Blarney Roses – Live in Cologne. 2016 veröffentlichte die Band das Album Devil’s Dozen. 2019 folgte das Album Heyday.
Anlässlich des 30. Jahrestags absolvierte die Band am 4. Dezember 2020 in Bayreuth die The Big Anniversary Show, die aufgrund Corona online übertragen wurde. Diese wurde durch die Fans mittels Crowdfunding ermöglicht. Gleichzeitig wurde das Jubiläumsalbum 3 Cheers for 30 Years veröffentlicht.

## Stil
Fiddler’s Green schreibt und spielt Musikstücke im Stil des – von der Band so bezeichneten – Speedfolk bzw. des irischen Folk und des Folk-Rock. Teilweise werden auch Elemente aus anderen Musikrichtungen wie Ska, Punk, Metal und Reggae übernommen. Kennzeichnend ist die häufige Verwendung des Offbeats. Der Bandname leitet sich aus der irischen Bezeichnung für das Paradies der Seeleute ab.
Die Band selbst bezeichnet ihr Genre als Irish Speedfolk. Neben Eigenkompositionen werden irische Jigs, Reels und Traditionals gespielt.

## Musikfestival
Fiddler’s Green veranstalten seit 2009 das Festival Shamrock Castle in der Fränkischen Schweiz. Am 15. August 2009 fand das erste Konzert in der Burgruine Waischenfeld statt. Seit 2011 ist Schloss Jägersburg in Eggolsheim der Veranstaltungsort; 2016 fand das Festival erstmals zweitägig statt.

## Soziales Engagement

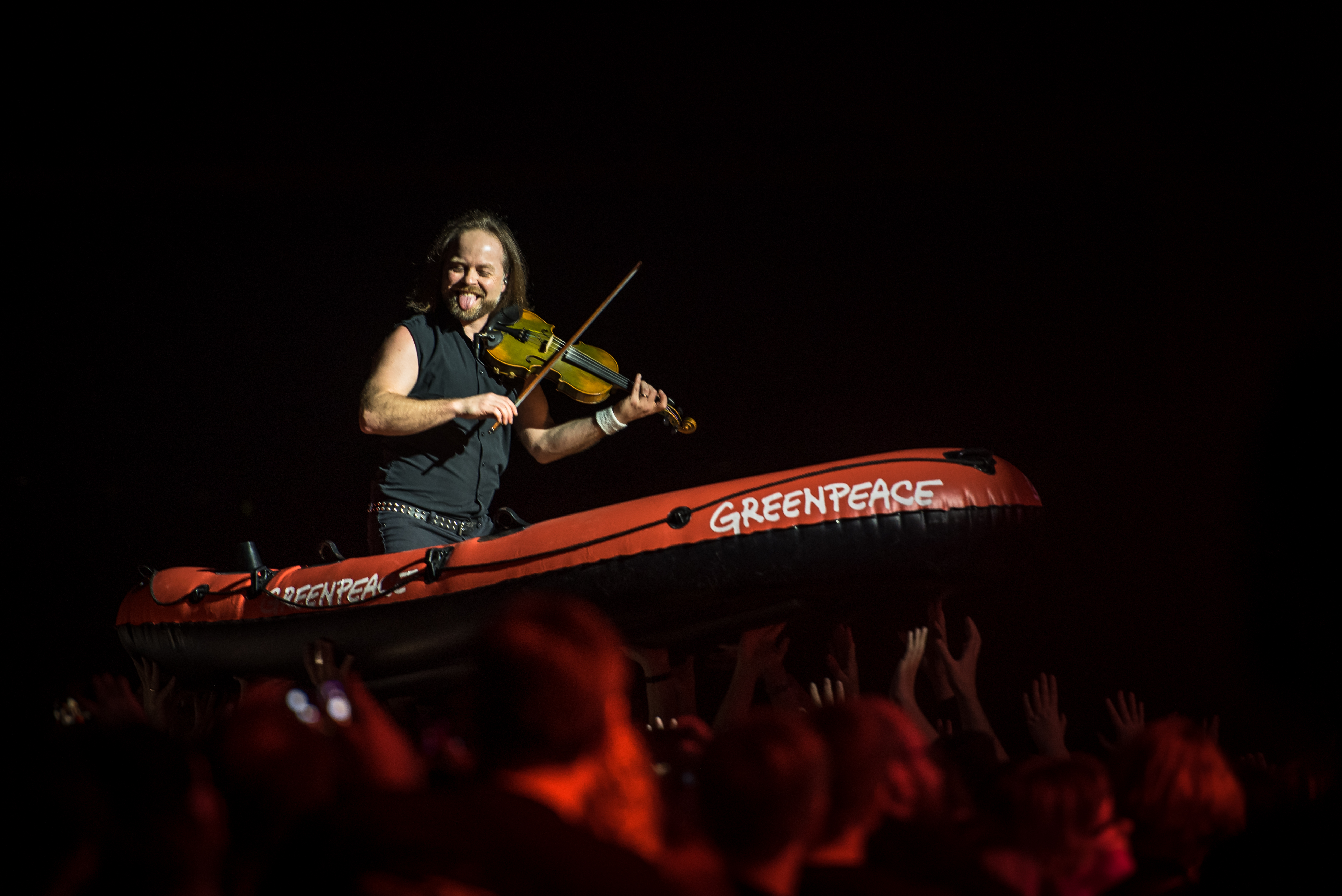
Geiger Tobias Heindl nutzt bei der Eisheiligen Nacht in Bochum 2019 ein Greenpeace Schlauchboot, um auf den Umweltschutz aufmerksam zu machen.

Seit 2019 unterstützen Fiddler’s Green die Umweltschutzorganisation Greenpeace und deren Mobilitätskampagne bei der Forderung nach dem Ausstieg aus dem Verbrennungsmotor und dem verstärkten Ausbau der Fahrradinfrastruktur und des öffentlichen Nahverkehrs. Dafür nehmen Fiddler’s Green Aktivisten von Greenpeace mit auf ihre Tourneen, damit diese die Besucher der Konzerte über das Thema Verkehrswende informieren und Unterschriften sammeln können.
Darüber hinaus unterstützen Fiddler’s Green die Organisation Schule ohne Rassismus – Schule mit Courage, die sich deutschlandweit gemeinsam mit über 3.000 Schulen gegen Rassismus und andere Formen der Diskriminierung an Schulen einsetzt.
Im Jahr 2023 war Greenpeace auf dem Shamrock Castle-Festival von Fiddler’s Green mit einem Infostand, Mitmachaktivitäten, Schlauchboot und Publikumsbällen zum Thema Frieden aktiv.

## Diskografie

### Studioalben
- 1992: Fiddler’s Green
- 1993: Black Sheep
- 1995: King Shepherd
- 1997: On and On
- 1998: Spin Around
- 2000: Another Sky
- 2002: Folk Raider
- 2003: Nu Folk
- 2007: Drive Me Mad
- 2009: Sports Day at Killaloe
- 2011: Wall of Folk
- 2013: Winners & Boozers
- 2016: Devil’s Dozen
- 2019: Heyday
- 2020: 3 Cheers for 30 Years
- 2022: Seven Holy Nights
- 2023: The Green Machine

### EPs
- 1995: Chain Reaction
- 1996: Make Up Your Mind

### Kompilationen
- 2015: 25 Blarney Roses

### Livealben
- 1992: Fiddler’s Green
- 1999: Stagebox
- 2005: Celebrate!
- 2010: Folk’s Not Dead
- 2012: Acoustic Pub Crawl
- 2015: 25 Blarney Roses – Live in Cologne
- 2020: Acoustic Pub Crawl II – Live in Hamburg

### Videoalben
- 2005: Celebrate!
- 2005: Jubilate!
- 2010: Folk’s Not Dead
- 2015: 25 Blarney Roses – Live in Cologne

## Musikvideos
- 2008: Bugger Off
- 2009: Highland Road (live)
- 2011: Victor and His Demons
- 2012: Yindy
- 2013: Life Full Of Pain – Live at Summer Breeze 2010 (live)
- 2013: The More The Merrier
- 2014: We Don't Care
- 2015: Take Me Back
- 2015: A Night in Dublin (live)
- 2015: Solding Wife (live)
- 2015: A Bottle a Day (live)
- 2016: Down
- 2016: Perfect Gang
- 2016: Bottoms Up
- 2016: Bad Boys
- 2016: Boat on the River
- 2017: Mr. Tickle
- 2017: We Won't Die Tonight (enthält Material des Films Lang lebe Ned Devine)
- 2017: Here We Go Again
- 2018: No Anthem
- 2019: One Fine Day
- 2019: Cheer Up
- 2020: Shamrock Beer and Whiskey
- 2020: The Galway Girl
- 2020: The Drunken Sailor
- 2021: Haul Away Joe
- 2021: Land in Sicht
- 2023: The Bog
- 2023: Shanghaied in Portsmouth
- 2024: A Good Old Irish Bar
- 2024: My Fairy of the West

## Konzertvideos
- 2015: Live At Pinkpop 2015
- 2020: The Big Anniversary Show